# Doutrina Zhdanov

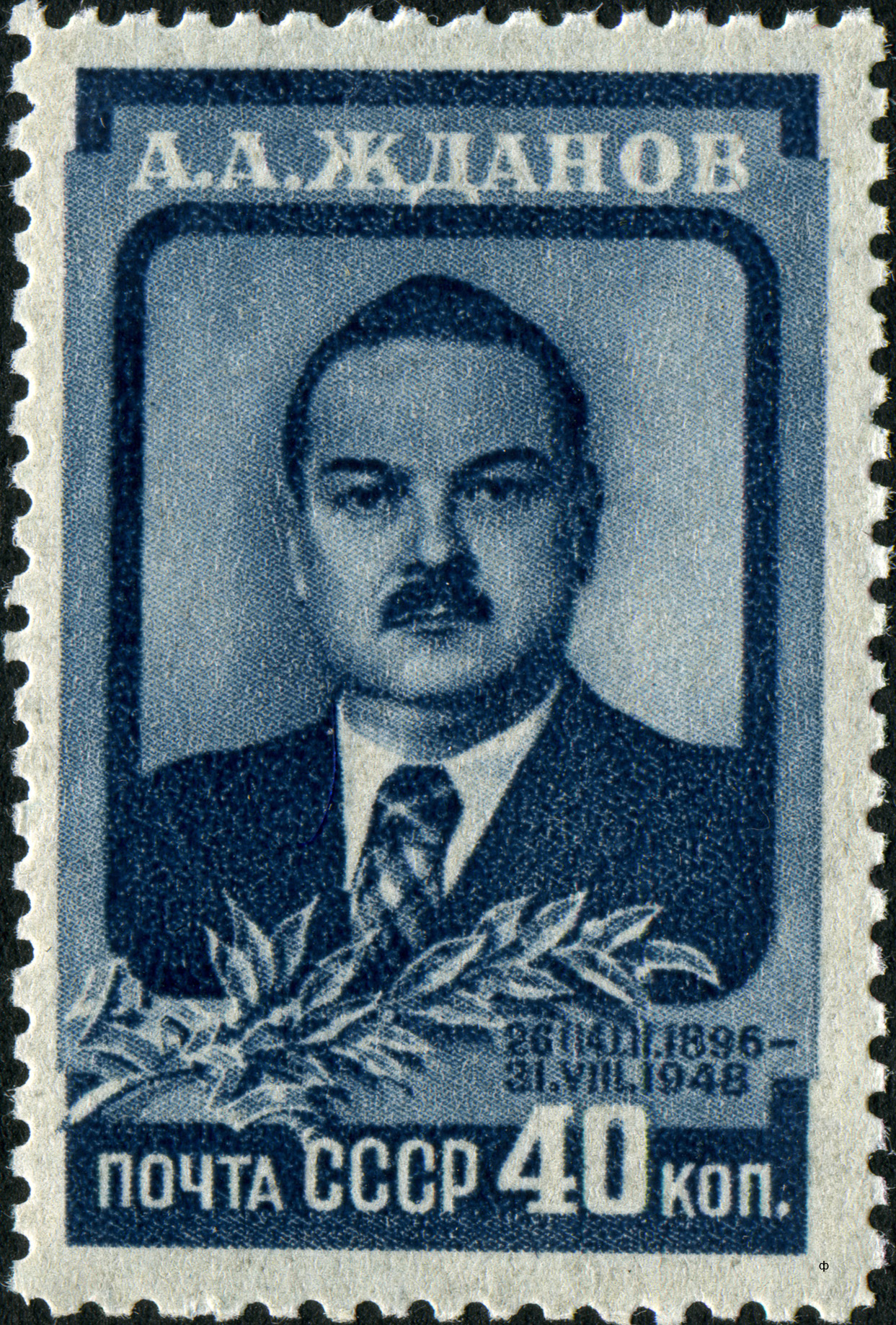
Selo da URSS de Andrei Zhdanov.

A Doutrina Zhdanov (também chamada Zhdanovismo ou Zhdanovshchina; em russo:  доктрина Жданова, ждановизм, ждановщина ) foi uma doutrina cultural soviética desenvolvida pelo secretário do Comitê Central Andrei Zhdanov em 1946. Propunha que o mundo fosse dividido em dois campos: o " imperialista ", liderado pelos Estados Unidos; e " democrática ", liderada pela União Soviética .  O princípio fundamental da Doutrina Zhdanov foi frequentemente resumido pela frase "O único conflito possível na cultura soviética é o conflito entre o bom e o melhor". Essa doutrina logo se tornou uma política cultural soviética, o que significa que os artistas, escritores e intelectuais soviéticos em geral tiveram que se conformar à linha partidária em seus trabalhos criativos. Sob essa política, os artistas que não cumprissem os desejos do governo corriam o risco de serem perseguidos. A política permaneceu em vigor até a morte de Joseph Stalin em 1953. 

## História
A resolução de 1946 do Comitê Central do PCUS foi dirigida contra duas revistas literárias, a Zvezda e Leningrado , que haviam publicado obras supostamente apolíticas, "burguesas" e individualistas do comediante Mikhail Zoshchenko e da poetisa Anna Akhmatova. Paralelamente à Doutrina Zhdanov, "tribunais de honra" (eventos oficiais constituídos para determinar várias questões de protocolo social, quebra de etiqueta e outras alegações de quebra de honra ou direito a várias honras) foram introduzidos no aparato partidário.  Fora do período czarista, esses tribunais visavam intensificar o patriotismo russo por meio de julgamentos simulados. Os indiciados não eram executados, mas pagaram com a carreira. O líder do partido de Leningrado, Alexey Kuznetsov , explicou em 1947 que eles foram projetados para atingir indivíduos educados dentro do partido. Devido a dúvidas sobre um sentimento de submissão ao Ocidente dentro do PCUS, até o Comitê Central e o Ministério da Segurança do Estado (MGB) tinham tribunais. 
Na batalha pela "independência" espiritual e cultural, essa doutrina levou ao expurgo de personagens como Solomon Mikhoels e os escritores do Comitê Judaico Antifascista. Em 1950, durante a ocorrência do "Casos de Leningrado" (Julgamentos de Stálin),  o próprio Kuznetsov foi expurgado junto com o vice-primeiro-ministro Nikolai Voznesensky. O próprio Stalin teve influência sobre a mudança da política interna do partido comunista para um retorno ao antigo modelo de políticas czarista, restabelecendo a antiga "tabela de postos" (hierarquia de cargos e instituições da nação) e modificando o hino soviético. Essas políticas foram revertidas por Khrushchev quando ele veio ao poder. 
Anteriormente, alguns críticos e historiadores literários foram denunciados por sugerir que os clássicos russos foram influenciados por Jean-Jacques Rousseau, Molière, Lord Byron ou Charles Dickens. Parte da doutrina Zhdanov era uma campanha contra o "cosmopolitismo" (internacionalismo cultural), o que significava que os modelos estrangeiros não deveriam ser emulados irrefletidamente, e as realizações russas nativas eram enfatizadas (nativismo). 
Um outro decreto sobre música foi emitido em 20 de fevereiro de 1948, "Sobre a ópera de Muradeli, a grande amizade" e marcou o início da chamada "campanha antiformalismo".  O termo " formalismo " referia-se à arte pela arte, que não servia a um propósito social mais amplo. Formalmente destinado à ópera de Vano Muradeli, intitulada "A Grande Amizade",  sinalizou uma campanha de crítica e perseguição contra muitos dos principais compositores da União Soviética, notavelmente Dmitri Shostakovich, Sergei Prokofiev, Aram Khachaturian e Dmitri Klebanov por supostamente escrever música "proselitista" e fazer mau uso da dissonância (sonora/musical).  O decreto foi seguido em abril por um congresso especial do Sindicato dos Compositores, em que muitos dos atacados foram forçados a se arrepender publicamente. A campanha foi satirizada no Antiformalista Rayok (cantata) por Shostakovich. Os compositores condenados foram formalmente reabilitados por novo decreto de 28 de maio de 1958.   
Na Breslávia, um congresso se reuniu em meados de 1948. Acompanhando a consolidação soviética do poder na Europa Oriental, o homem escolhido por Zhdanov, Fadeyev, presidente do sindicato dos escritores soviéticos, fez um discurso estabelecendo a base para o realismo socialista fora da União Soviética. Isso visava três grupos principais - intelectuais ocidentais de tendência soviética que Zhdanov esperava que fossem levados ao jdanovismo em vez de apenas pregar a paz, artistas e intelectuais não comunistas simpáticos em democracias liberais e artistas e intelectuais na Europa Oriental e na Alemanha ocupada pelos soviéticos que deveriam ser forçados a aceitar os princípios do dessa doutrina e do realismo socialista. Isso levou a agitações no Ocidente que levaram a mais simpatias e pacifismo no Ocidente e acabou beneficiando Partido Comunista da Alemanha Oriental.  